# Charlie Is My Darling

Charlie Is My Darling est un film documentaire britannique réalisé par Peter Whitehead. C'est le premier documentaire sur les Rolling Stones.
D'une durée de 50 minutes, il a été filmé en Irlande les 3 et 4 septembre 1965, pendant la tournée du groupe, et terminé au printemps 1966.
Le film est projeté pour la première fois au Walter Reade Theater de New York le 29 septembre 2012, puis publié en DVD et Blu-ray le 6 novembre de la même année.